# Операція Nickel Grass
Операція «Nickel Grass» (англ. Operation Nickel Grass; укр. Операція «Нікелева трава») — стратегічна повітряна військово-транспортна операція, яка проводилася Сполученими Штатами Америки з 12 жовтня по 14 листопада 1973 року, з постачання зброї і предметів військового спорядження в Ізраїль під час війни Судного дня в 1973 році.
У серії подій, які відбулися протягом 32 днів, Військове командування повітряними перевезеннями ВПС США, з 14 жовтня по 14 листопада 1973 року, здійснило постачання 22 325 тонн танків, артилерії, боєприпасів та іншого військового спорядження транспортними літаки C-141 Starlifter та С-5 Galaxy. Підтримка США допомогла Ізраїлю пережити та мінімізувати втрати від скоординованого та несподіваного нападу з боку Арабської Республіки Єгипет та Сирійської Арабської Республіки за підтримки інших арабських країн та СРСР.
Після обіцянки США про підтримку Ізраїлю, 19 жовтня арабські країни-експортери нафти в рамках Організації країн-експортерів нафти (ОПЕК) виконали свої оголошені попередження про використання нафти як «зброї», і оголосили повне нафтове ембарго щодо Сполучених Штатів, і обмеження на інші країни. Це, і одночасний провал переговорів щодо цін і виробництва між експортерами та великими нафтовими компаніями, привели до нафтової кризи 1973 року.

## Передумови

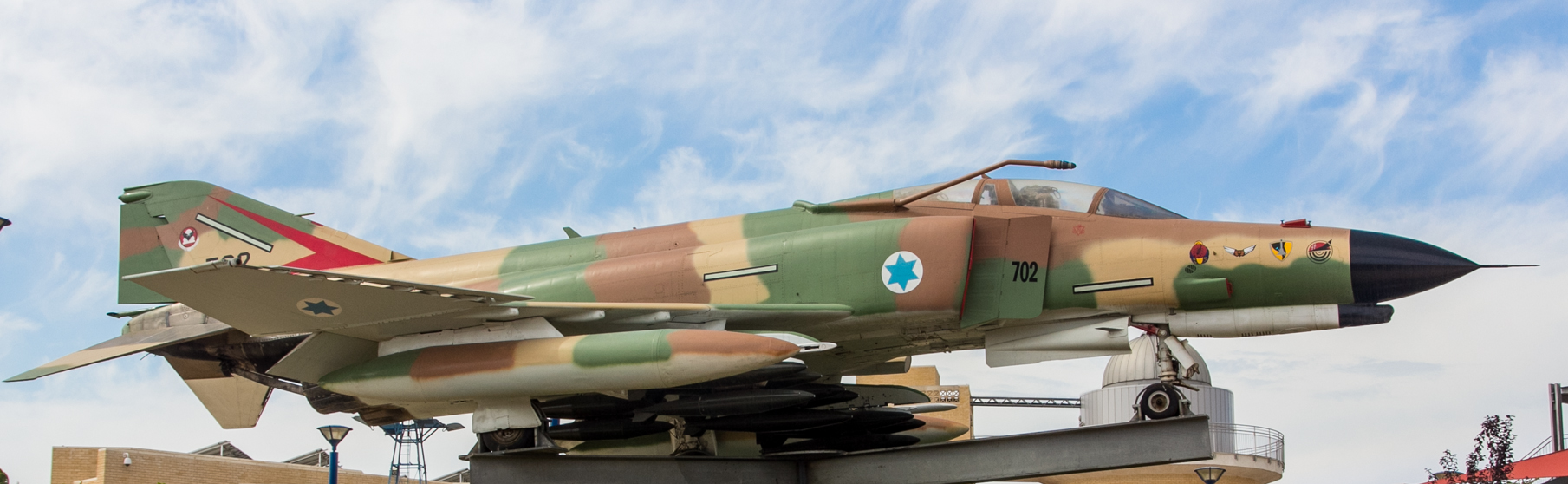
Винищувач F-4 Phantom, ВПС Ізраїлю

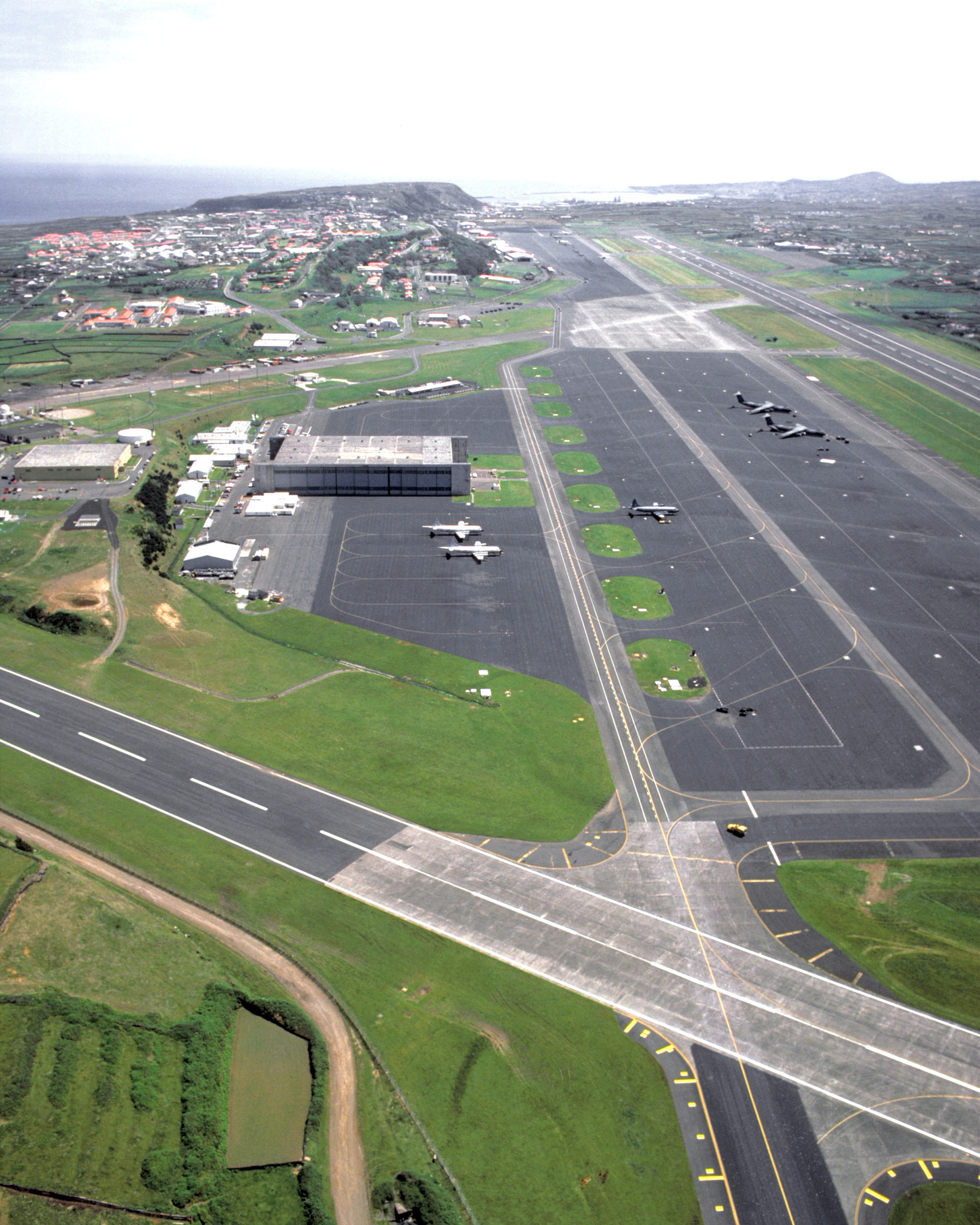
Авіабаза «Лажеш», США (1989)

6 жовтня 1973 року Ізраїль, США та більшість країн світу були здивовані агресією Єгипту та Сирії, коли вони перетнули свої кордони та напали на Ізраїль, відповідно із Синайського півострова та Голанських висот. Намагаючись підірвати обороноздатність союзника Сполучених Штатів на Близькому Сході, арабські держави виконали відповідну підготовку та одержали військове постачання від Москви. Радянський Союз поставив Єгипту та Сирії понад 600 вдосконалених ракет «земля-повітря», 300 винищувачів МіГ-21, 1200 танків і сотні тисяч тонн боєприпасів та іншого бойового спорядження. Визнавши вразливе становище Ізраїлю, державний секретар США та радник з національної безпеки президента Річарда Ніксона Генрі Кіссинджер, домовились, щоб авіакомпанія Ізраїлю Ель Аль поставила в країну із військово-морської база США у Вірджинії деякі предмети військового призначення, включаючи боєприпаси, «продукти високих технологій» та ракети AIM-9 Sidewinder. Невдовзі почалося незначне постачання зброї, але і при цьому Кіссинджер робив все, щоб приховати будь-яку видиму участь США у цьому постачанні. 8 жовтня прем'єр-міністр Ізраїлю Голда Меїр доручила відповідним установам скласти тринадцять 20-кілотонних ядерних боєголовок на ракетах Єрихон та винищувачах F-4 Phantom, які були підготовлені до бойових дій проти сирійських та єгипетських цілей. Ця підготовка велася практично відкрито, ймовірно для того, щоб дати сигнал для США і спонукати Америку до більш рішучих дій у військовій допомозі Ізраїлю. Кіссинджер дізнався про загрозу ядерної ескалації вранці 9 жовтня. Того ж дня Голда Меїр випустила особисте звернення про військову допомогу, в якій європейські країни Ізраїлю відмовили. Президент США Річард Ніксон, наказав розпочати операцію «Nickel Grass», щоб компенсувати всі матеріальні втрати Ізраїлю. Рішення було прийнято того ж дня, коли Радянський Союз розпочав власну операцію з військового постачання арабських країн морем. При цьому Кіссинджер заявив Анвару Садату, що причиною авіаперевезення США було не те, що ізраїльтяни були близькі до «ядерної ескалації», а «відновлення військового постачання СРСР» та «дострокову відмову Садата від плану припинення вогню».

## Операція

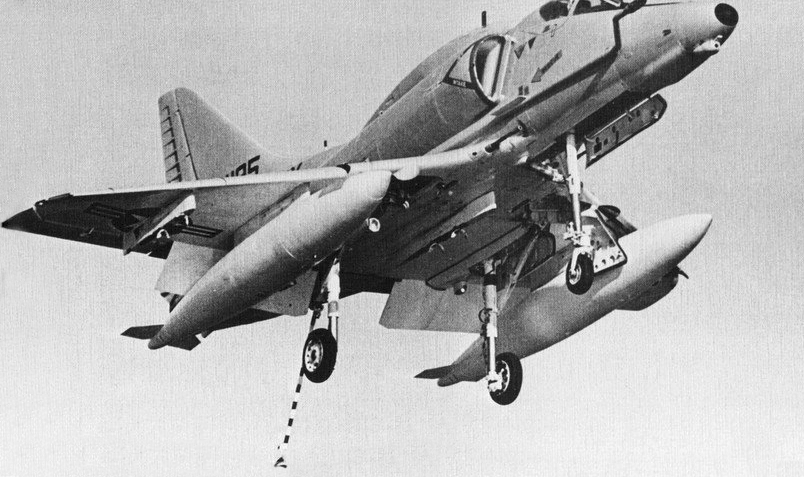
Посадка Дуглас A-4E «Скайхок» на авіаносець USS Франклін Рузвельт у жовтні 1973 року

Спочатку лише Ізраїльська національна авіакомпанія «Ель Аль» забезпечувала транспортування озброєння, яке почалося 10 жовтня. Того ж дня в Дамаск прибув перший радянський повітряний транспорт з озброєнням. Незабаром стало зрозуміло, що кількість літаків, які належали Ель Аль, була недостатньою. Тому не вдалося уникнути прямої участі США в постачанні, починаючи з 10 жовтня, щоб забезпечити 10-20 рейсів на день. Але жодна з цивільних авіакомпаній США не бажала брати участь в перевезеннях, боячись майбутніх санкцій арабських країн після війни. 12 жовтня Ніксон вирішив, що більше не можна допускати затримок, і наказав ВПС «відправити все, що може літати». Протягом дев'яти годин С-141S і C-5S були на шляху до Ізраїлю. Політичні питання транспортування не були вирішені одразу: європейські союзники США, традиційно відмовилися надати свої аеродроми для посадки і заправки літаків, і навіть перетинати їх територіальні повітряні коридори. Тільки Португалія, дозволила використати свій аеродром «Лажеш», на острові Терсейра (Азорські острови). Літаки покинули військову базу «Pease AFB» у штаті Нью-Гемпшир, у ніч на суботу, 13 жовтня, використовуючи дозаправники. Щоб задовольнити вимоги інших європейських країн, навіть американське озброєння, яке вже було розміщене в Європі, проходило через базу «Лажеш», і незабаром через неї здійснювалось понад тридцять авіарейсів на день. Щоб забезпечити всі рейси, база значно зросла, що забезпечило розміщення додаткових 1300 осіб, яких поселяли в імпровізованому житлі та у поспішно відновлених казарми Другої світової війни.

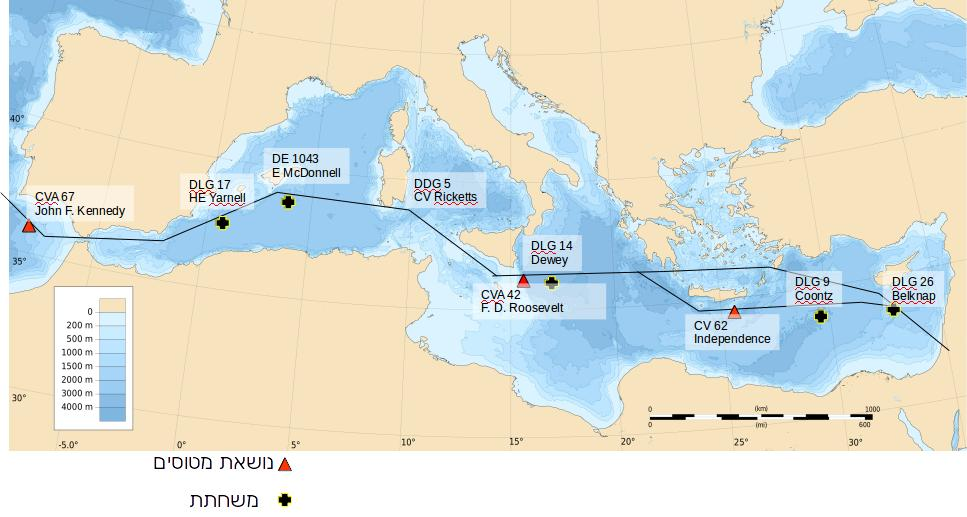
Мапа маршруту польотів літаків ВПС США над Середземним морем під час операції «Нікелева трава»

Між Португалією та Ізраїлем літаки мали пройти надзвичайно точний маршрут. Який пролягав вздовж кордону повітряного простору між ворожими арабськими країнами — на півдні, та європейськими країнами — на півночі; транспортне судно пролетіло по середині Середземного моря до Ізраїлю. Ескорт винищувачів 6-го флоту США супроводжував перевезення в межах, не долітаючи 150 миль до Ізраїлю, де вже Фантоми та Міражі ВПС Ізраїлю супроводжували їх до аеродрому Бен-Гуріон. Уздовж всього середземноморського шляху, були розміщені через кожні 300 миль — американські кораблі, а один авіаносець — кожні 600 миль. Ці запобіжні заходи виявилися виправданими, тим більше, що невідомі арабські військові, по радіо висловлювали погрози, але конфлікту не виникло. Після посадки, транспорт вивантажувався американськими та ізраїльськими військовослужбовцями, і озброєння протягом декількох годин доставлялося на фронт. Перший транспортний літак «C-5 Galaxy» прибув на аеродром міста Лод 14 жовтня о 18:30 за місцевим часом. Того ж дня «Битва на Синаї» закінчилася на користь Ізраїлю. Потужний єгипетський наступ захлинувся, зі знищенням великої кількості його танків; Ізраїль почав одержувати у війні перемогу за перемогою.
Повітряне постачання боєприпасів, танків, ракет — це не все, що постачалося в рамках операції «Нікелева трава». У перші дні війни арабські війська знищили значну кількість літаків ВПС Ізраїлю, завдяки використанню нової радянської зенітної ракети «земля-повітря» «SA-6 Gainful». Отже, щонайменше 100 винищувачів F-4 Phantom II були відправлені до Ізраїлю. Літаки прилетіли на аеродром міста Лод, де американські пілоти замінювалися ізраїльськими. Після заміни знаків USAF на IAF, якщо було потрібно, літаки дозаправлялися та зразу же вирушали на фронт, часто протягом години після прибуття. Деякі літаки безпосередньо були доставлені із кораблів флоту США та експлуатувались у камуфляжі USAF, але з ізраїльськими знаками, отримавши при цьому прізвисько «Жаба». Ізраїлю також були передані дванадцять транспортних літаків Геркулес С-130Е. Через дев'ять днів після першої арабської атаки, Ізраїль розпочав контратаки.
Коли 24 жовтня остаточно було реалізовано резолюцію ООН про припинення вогню, постачання суттєво скоротилося. Було здійснене подальше незначне постачання, щоб відновити військові сили Ізраїлю до їх довоєнного рівня, а операція «Нікелева трава» була завершена 14 листопада. Всього, за результатами операції, до Ізраїлю було поставлено 22 325 тонни різноманітних військових вантажів. Крім того, США ще провели операцію з повторного постачання морем, поставивши до 30 жовтня Ізраїлю 3330 тонн військових вантажів. За той самий час Радянський Союз поставив арабським країнам 12 500–15 000 тонн військових вантажів, більше половини яких надійшло в Сирію; також було поставлено ще 63 000 тонн військових вантажів, переважно в Сирію, за допомогою морських перевезень.

## Підсумок
Операція «Нікелева трава» мала миттєві та далекосяжні наслідки. Арабські країни, члени ОПЕК заявили, що обмежать або припинять постачання нафти до США та інших країн, які підтримають Ізраїль у цьому конфлікті. Дотримавшись своїх погроз, арабські держави оголосили повне нафтове ембарго Сполучених Штатів. Ціни на нафту злетіли, паливо стало дефіцитним, і США незабаром потрапили у нафтову кризу 1973 року.
«Нікелева трава» також виявила серйозні недоліки у можливостях американського авіаперевезення: особливо в потребі авіабаз для заправки літаків. В цьому випадку, без допомоги Португалії, авіарейси бути б неможливими. Як результат, США значно розширили свої можливості з заправки в повітрі, а польоти на далекі відстані зробили стандартними, а не винятковими.
При аналізі операції, Рахункова Палата США (GAO) відмічає недоліки літаків C-141A. В результаті було вирішено випускати модернізовані C-141B. Моделі «А» були відправлені назад до штату Джорджія, де вони були піддані модернізації.
Операція «Нікелева трава» підтвердила рішення ВПС США придбати літаки Galaxy-C-5. З моменту введення в експлуатацію, у 1970 році, у Galaxy-С-5 було виявлено чимало неполадок. У ВПС стверджували, що усунули всі проблеми, але преса все ж розглядала цей літаки, як невдалий і дорогий проєкт. Під час операції С-5 перевіз 48 % всього вантажу у 145 рейсах із 567. С-5 також перевозив «негабаритні» вантажі, такі як танки M60 Patton, гаубиці M109, наземні радіолокаційні системи, мобільні тягачі, вертольоти CH-53 Sea Stallion та компоненти до літаків А-4 Skyhawk; вантаж, який не міг поміститися в менші літаки. Тому ці перевезення виправдали придбання С-5-х.
Іншим наслідком операції стала майже відставка тодішнього голови Генерального штабу (JCS) Сполучених Штатів генерала Джорджа Брауна. Браун був змушений заявити про відставку після закидів, в тому числі і на його адресу, із твердженнями, що Ізраїль отримав військову допомогу від США, тому що євреї контролюють американську банківську систему.

## Уроки для України
Аналізуючи події, що мала місце в жовтні 1973 року під час найсерйознішої з усіх арабо-ізраїльських воєн, можна прийти до висновку, що жодна європейська країна, крім Португалії, не тільки не надала негайну допомогу в поставці військового спорядження Ізраїлю, про який вони завжди заявляли, що це єдина демократія на Близькому Сході, що вони сильно шкодують за допущення Голокосту; але навіть заборонили американський транзит озброєння через їх повітряний простір. Європейські країни, прикриваючись своєю «миролюбністю», але насправді боячись втратити багатий арабський ринок, поставили свої економічні інтереси, вище безпеки дружнього їм Ізраїлю і можливо навіть його існування.
Історія співіснування Ізраїлю зі своїми арабськими сусідами наочно демонструє Україні, що не потрібно, а можливо і небезпечно для своєї безпеки розраховувати на «добру волю і бажання допомогти» з боку європейських країн. Україна повинна, перш за все, розраховувати на свої власні сили і можливо на допомогу США, вона повинна розвивати свою військову промисловість, будувати потужну армію. Голова Ради національної безпеки Ізраїлю (2011—2013 рр.), генерал-майор Яаков Амідрор, на київській конференції «Досвід державотворення Ізраїлю: уроки для України» — заявив, що у нинішній ситуації для України вкрай важливо:
- визначити пріоритети у царині безпеки та оборони;
- вкладати у безпеку та оборону значні інвестиції;
- підтримати творчу наснагу та патріотичне піднесення народу;
- підтримувати та розвивати військову сферу, сучасні військові технології;
- модернізувати державу.

Це той досвід держави Ізраїль, який актуальний сьогодні і для України.